# رولف كينت
رولف كينت (بالإنجليزية: Rolfe Kent) هو مؤلف موسيقى تصويرية إنجليزي.

## سيرة شخصية
ولد كينت في سانت ألبانز، هيرتفوردشاير، إنجلترا. التحق بمدرسة سانت ألبانز، وعمل في مدرسة بالروسي في رينفروشاير، اسكتلندا، ثم تخرج في علم النفس (البكالوريوس) من جامعة ليدز في عام 1986. 1986-1988 قام بتدريس علم النفس في ليدز بوليتكنيك (الآن جامعة ليدز بيكيت) قبل الانتقال إلى لندن إلى التركيز على تسجيل الفيلم.
ألّف موسيقى فيلم Magic Camp التصويرية لعام 2020 للمخرج مارك ووترز.

## روابط خارجية
- رولف كينت  في قاعدة بيانات الأفلام على الإنترنت (بالإنجليزية)